# Ambulyx cana
Ambulyx cana är en fjärilsart som beskrevs av Gehlen. 1940. Ambulyx cana ingår i släktet Ambulyx och familjen svärmare. Inga underarter finns listade i Catalogue of Life.